# Adelococcaceae
Adelococcaceae es una familia de hongos en el orden Verrucariales. Las especies por lo general habitan en zonas templadas del hemisferio norte y son biotróficas o necrotróficas con líquenes.